# Anne Goursaud
Anne Renee Goursaud (* Décembre 1943) est une réalisatrice et monteuse américano-française.

## Filmographie

### Réalisatrice

#### Cinéma
- 1995 : L'Étreinte du vampire
- 1996 : Fleur de poison 2 : Lily
- 1997 : Love in Paris
- 2006 : The Truth and Nothing But the Truth (court métrage)

#### Télévision
- 1993 : Red Shoe Diaries
- 1996 : Red Shoe Diaries 6: How I Met My Husband

### Scénariste
- 2006 : The Truth and Nothing But the Truth (court métrage)

### Productrice
- 2006 : The Truth and Nothing But the Truth (court métrage)
- 2010 : Ultrasuede : In Search of Halston
- 2011 : Beautiful Wave (coproductrice)

### Monteuse

#### Cinéma
- 1982 : Coup de cœur
- 1983 : Outsiders
- 1984 : Une Américaine à Paris
- 1986 : Just Between Friends
- 1986 : Crimes du cœur
- 1987 : Ironweed, La Force d'un destin
- 1989 : Son alibi
- 1990 : The Two Jakes
- 1992 : Dracula
- 1993 : Wide Sargasso Sea (en)
- 1997 : Love in Paris
- 1999 : A Way with Words
- 2000 : Les Âmes perdues
- 2003 : Streets of Legend
- 2006 : Idlewild Gangsters Club
- 2007 : Expired
- 2008 : Dark Streets de Frank Lloyd
- 2008 : Days of Wrath
- 2010 : Ultrasuede : In Search of Halston

#### Télévision
- 2002 : Master Spy: The Robert Hanssen Story